# Zbigniew Wierzbicki (architekt)
Zbigniew Wierzbicki (ur. 2 kwietnia 1937 w Wilnie, zm. 20 października 2015) – polski architekt.

## Życiorys
W latach 1955–1962 studiował na Wydziale Architektury Politechniki Gdańskiej, dyplom w 1962 roku.
Starszy wykładowca w Pracowni Architektury Okrętu na Wydziale Architektury i Wzornictwa Państwowej Wyższej Szkoły Sztuk Plastycznych w Gdańsku (obecnie: Akademia Sztuk Pięknych w Gdańsku). Głównie zajmuje się projektowaniem jachtów i okrętów.